# Bruine zwartsneesatijnzwam
De bruine zwartsneesatijnzwam (Entoloma caesiocinctum, synoniem: Entoloma purpureomarginatum) is een schimmel die behoort tot de familie Entolomataceae. Hij leeft saprotroof, in schrale graslanden op zure, venige grond en in kalkgraslanden, ook op moerassige plaatsen tussen veenmos (Sphagnum).

## Kenmerken

### Uiterlijke kenmerken
Hoed
De hoed heeft een diameter van 5-40 mm. De kleur is bruin, geelbruin of roodbruin. De vorm is halfbolvormig tot conisch-gewelfd, later gewelfd tot laag gewelfd, met ingedeukt of bultig centrum. Het oppervlak is vezelig met korrelig tot fijn schubbig centrum, opvallend doorschijnend gestreept. Bij jonge exemplaren is de hoedrand vaak wat blauwig.
Lamellen
De lamellen zijn aangehecht tot iets aflopend en de lamelsnede is gezaagd.
Steel
De steel heeft een blauwige kleur bij jonge exemplaren. Bij oudere vruchtlichame is de kleur meer grijsbruin. De steel is cilindrisch, wat samengeknepen, gladen naar beneden toe wat dikker dan bovenaan.
Sporenprint
De sporenprint is roze.

### Microscopische kenmerken
De sporen zijn  5-7 hoekig in zijaanzicht en meten 8,5-11,5(-12,5) × 6,5-7(-8) µm. De cheilocystidia zijn cilindrisch tot knotsvormig met blauw intracellulair pigment en meten 20-120 × 7-20 µm. De hoedhuid is een cutis tot een trichoderm van opgezwollen elementen met blauw intracellulair pigment en afmeting 10-45 µm. Er zijn geen gespen aanwezig.

## Verspreiding
in Nederland komt de bruine zwartsneesatijnzwam matig algemeen voor. Hij staat op de rode lijst in de categorie 'Kwetsbaar'.